# Franciszek Dzida

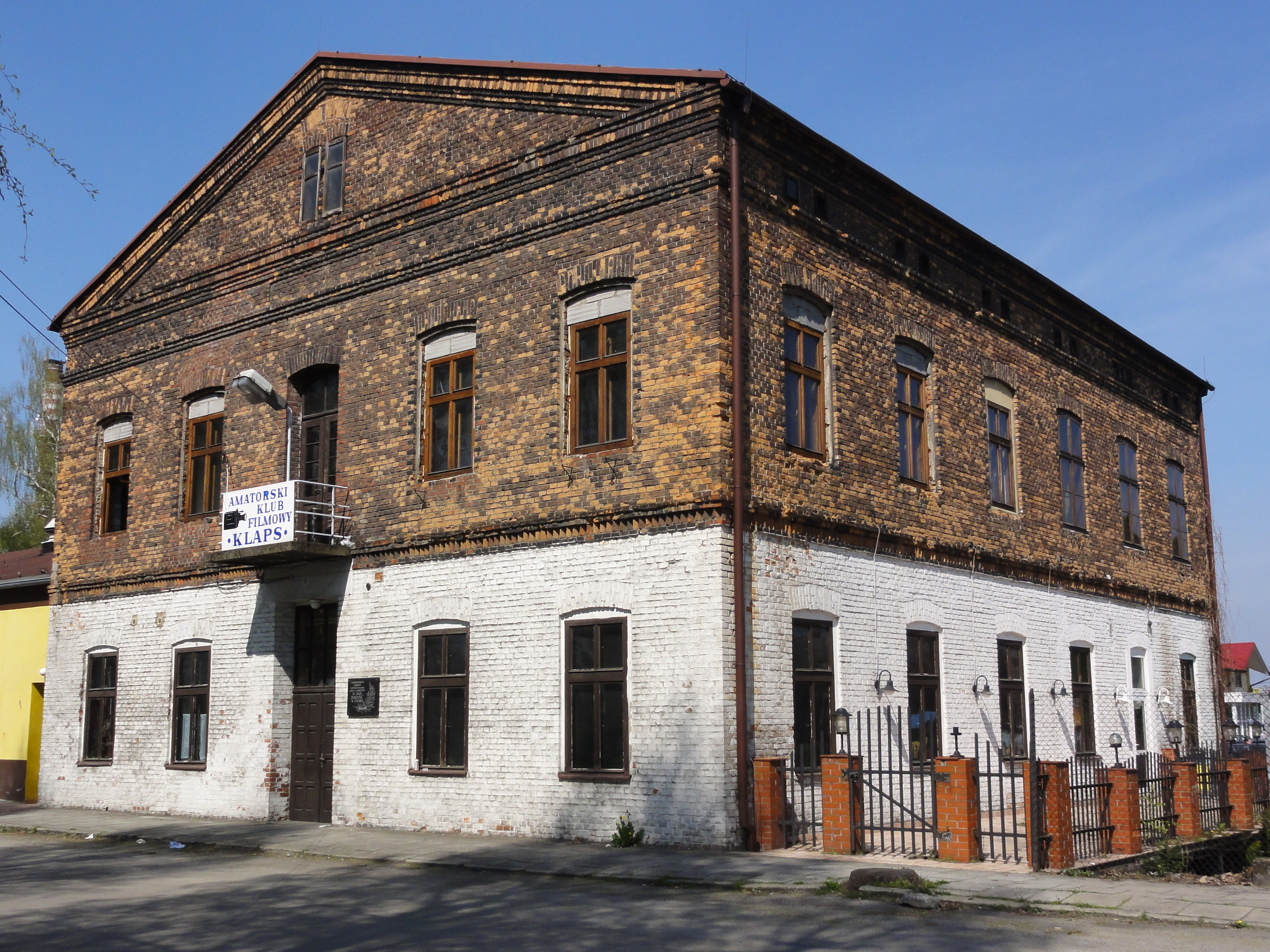
Amatorski Klub Filmowy „Klaps” w Chybiu (stan w 2011)

Franciszek Dzida (ur. 17 października 1946 w Chybiu na Śląsku Cieszyńskim, zm. 10 października 2013 w Bielsku-Białej) – polski reżyser, scenarzysta i operator filmowy, plastyk, założyciel Amatorskiego Klubu Filmowego „Klaps”. Pierwowzór postaci Filipa Mosza, bohatera filmu „Amator” Krzysztofa Kieślowskiego.

## Życiorys
Od 1965 roku działał jako plastyk. W 1969 roku założył Amatorski Klub Filmowy „Klaps”. Debiutował w 1970 roku filmem Osty. Zrealizował kilkadziesiąt filmów, zdobywając ponad 60 nagród i wyróżnień m.in. Doroczną Nagrodę Miesięcznika „Kino” w 1985 roku czy Złoty Medal „UNICA” Międzynarodowej Unii Filmu Nieprofesjonalnego i Video w 1986.
Od 1989 do 1993 roku był wiceprezesem Śląskiego Towarzystwa Filmowego w Katowicach.
W filmach Dzidy występują też aktorzy zawodowi, np. w Wędrowcu z 2006 – Piotr Machalica oraz aktorzy z Teatru Polskiego: Anna Guzik, Cezariusz Chrapkiewicz, Grzegorz Sikora i Tomasz Lorek, a w Strefie zmierzchu z 2004 zagrał Jan Nowicki.
Za popularyzację filmu i regionu Śląska Cieszyńskiego w 2002 roku został uhonorowany Nagrodą im. ks. Leopolda Jana Szersznika.

## Wybrana filmografia

### Reżyseria
- 1970 – Osty
- 1970 – Malowanki
- 1971 – Motyle
- 1971 – Była
- 1971 – Przyjęcie
- 1972 – Impreza
- 1972 – Zapis
- 1972 – Przypowieść
- 1975 – Nietutejsza
- 1985 – Szarość
- 1999 – Anima
- 2002 – W maju
- 2004 – Strefa zmierzchu
- 2006 – Wędrowiec
- 2010 – 15 fotografii

### Scenariusz
- 1970 – Osty
- 1970 – Malowanki
- 1971 – Była
- 1971 – Przyjęcie
- 1971 – Motyle
- 2004 – Strefa zmierzchu
- 2006 – Wędrowiec

### Zdjęcia
- 1970 – Osty
- 1970 – Malowanki
- 1971 – Motyle
- 1971 – Przyjęcie
- 2004 – Strefa zmierzchu

## Nagrody
- Serbrna Cieszynianka 2001[2]
- Złota Honorowa Cieszynianka 2009[2]